# Pięć tańców
Pięć tańców (tytuł oryg. Five Dances) − amerykański dramat filmowy z 2013 roku, napisany i wyreżyserowany przez Alana Browna. W filmie w rolach głównych wystąpili Ryan Steele, Reed Luplau, Catherine Miller, Kimiye Corwin i Luke Murphy. Fabuła koncentruje się na losach Chipa, osiemnastolatka rozpoczynającego naukę w szkole baletowej w Nowym Jorku. Chłopak zakochuje się w innym tancerzu. Premiera obrazu odbyła się 1 lutego 2013 podczas gali Film Society of Lincoln Center w USA. W Polsce dystrybucję filmu rozpoczęto 8 listopada 2013.

## Obsada
- Ryan Steele − Chip
- Reed Luplau − Theo
- Catherine Miller − Katie
- Kimye Corwin − Cynthia
- Luke Murphy − Anthony
- LuLu Roche − matka Chipa (głos)
- Michael Borrelli − mąż Cynthii (głos)

## Nagrody i wyróżnienia
- 2013, Rio Gay Film Festival:
  - nagroda Official Jury Prize w kategorii najlepszy film fabularny[2]
  - nagroda Popular Jury Prize w kategorii najlepszy film fabularny[2]
- 2013, Tel Aviv LGBT International Film Festival:
  - nagroda w kategorii najlepszy międzynarodowy narracyjny film fabularny[3]
- 2013, Iris Prize Festival, Cardiff:
  - nagroda w kategorii najlepszy aktor w filmie fabularnym[4]